# Ahab (banda)
Ahab é uma banda alemã de funeral doom metal, fundada em 2004 pelos guitarristas da banda Midnattsol, Christian Hector e Daniel Droste. O nome da banda vem do Capitão Ahab, um personagem do livro Moby-Dick de 1851, escrito por Herman Melville . Além do nome, a banda também tira inspiração temática e lírica de Moby-Dick; algumas músicas apresentam até citações diretas do livro.
No final de 2004, já com uma música escrita, os guitarristas decidiram formar uma banda e gravaram seu primeiro single, The Stream . Em 15 de abril de 2005, depois de vários meses de ensaio, a primeira demo da banda, The Oath, foi lançada. A demo teve no máximo 30 cópias, numeradas à mão, e continha a primeira música do Ahab "The Stream", bem como duas novas músicas e uma faixa de encerramento.  Quase um ano e meio depois, The Call of the Wretched Sea, primeiro álbum completo do grupo, foi lançado pela Napalm Records, com ajuda do novo membro, Stephan Adolph, e do baterista contratado, Cornelius Althammer.
Após o lançamento de The Call of the Wretched Sea, a banda tocou alguns poucos shows pela Europa. Em 2008, pouco depois de tocarem no festival de metal Summer Breeze Open Air, em Dinkelsbühl, Alemanha, o baixista Stephan Adolph deixou a banda devido a "diferenças pessoais". Ele foi rapidamente substituído por Stephan Wandernoth, da banda Dead Eyed Sleeper, à qual o baterista, Cornelius, também pertence.
O álbum seguinte, The Divinity of Oceans, foi lançado em julho de 2009.
Em abril de 2012, o Ahab anunciou que lançaria seu terceiro álbum, intitulado The Giant, mais tarde naquele ano. O anúncio incluía a arte e a lista de faixas do novo álbum.
Em 28 de agosto de 2015, eles lançaram The Boats of the "Glen Carrig", um álbum conceitual baseado no romance homônimo de William Hope Hodgson .
The Coral Thombs, trabalho mais recente da banda, foi lançado numa sexta-feira de 13 de janeiro de 2023. O álbum chegou às paradas dos EUA, levando os fãs numa jornada musical com o Capitão Nemo e o Professor Aronnax pelas profundezas do mar e a natureza abismal da humanidade.
Até hoje, o Ahab já lançou cinco álbuns de estúdio, um álbum ao vivo e já tocou em toda a Europa. Atualmente a banda é patrocinada por vários fabricantes de equipamentos musicais, incluindo Neunaber Audio, LICHTLÆRM Audio e ICE Stix.

## Discografia
Álbuns de estúdio
- The Call of the Wretched Sea (2006)
- The Divinity of Oceans (2009)[10]
- The Giant (2012)
- The Boats of the "Glen Carrig" (2015)
- The Coral Tombs (2023)

EPs
- The Oath (2005) (relançamento em vinil em 2007)

Demos

- The Stream (2004)

Álbuns ao vivo
- Live Prey (2020)

## Membros da banda

### Membros atuais
- Daniel Droste – guitarra, voz, teclado (2004-presente)
- Christian Hector – guitarra (2004-presente)
- Cornelius Althammer – bateria (2004-presente)
- Stephan Wandernoth – baixo (2008-presente)

Ahab, elenco do Rockharz Open Air 2018
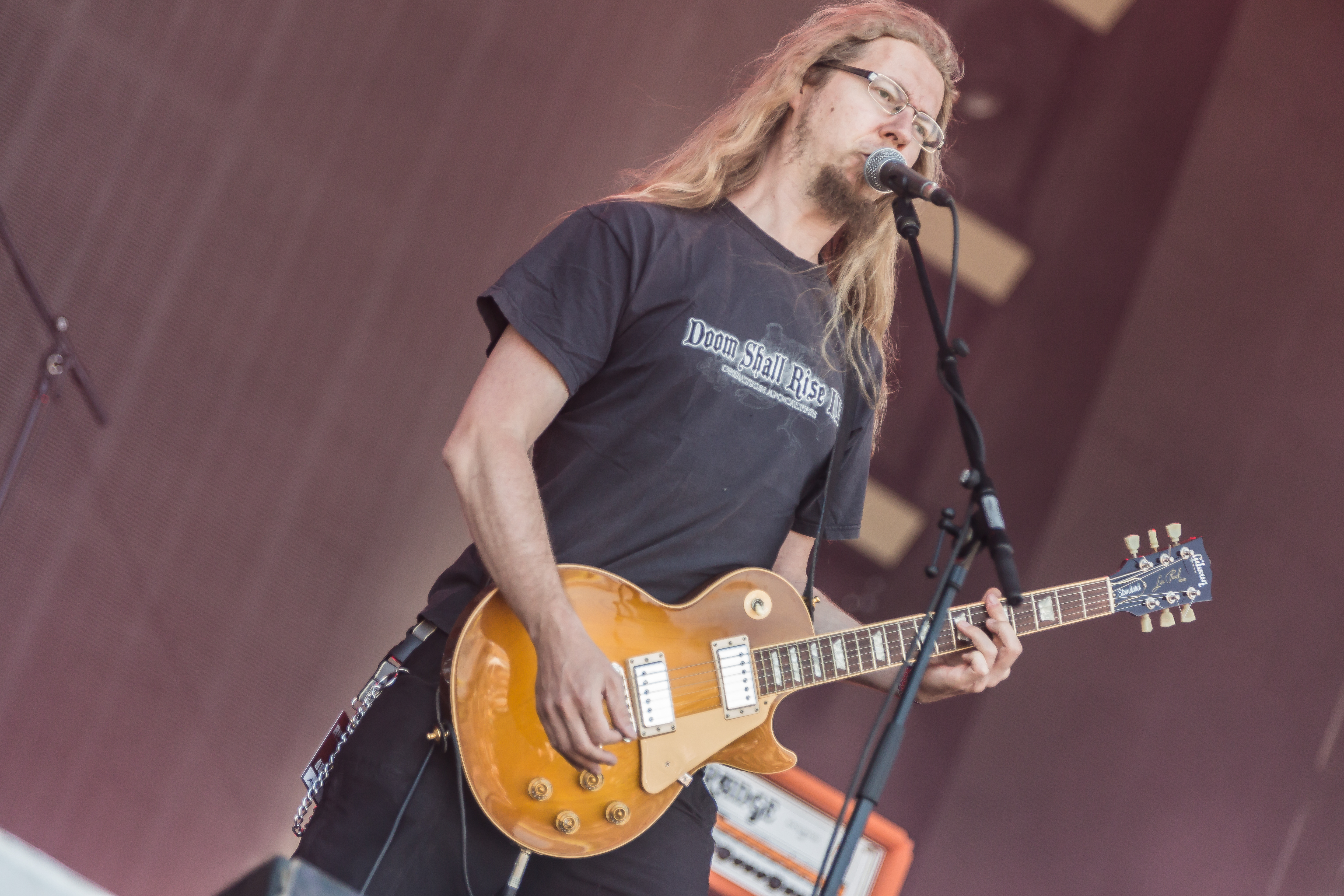
Vocalista Daniel Droste
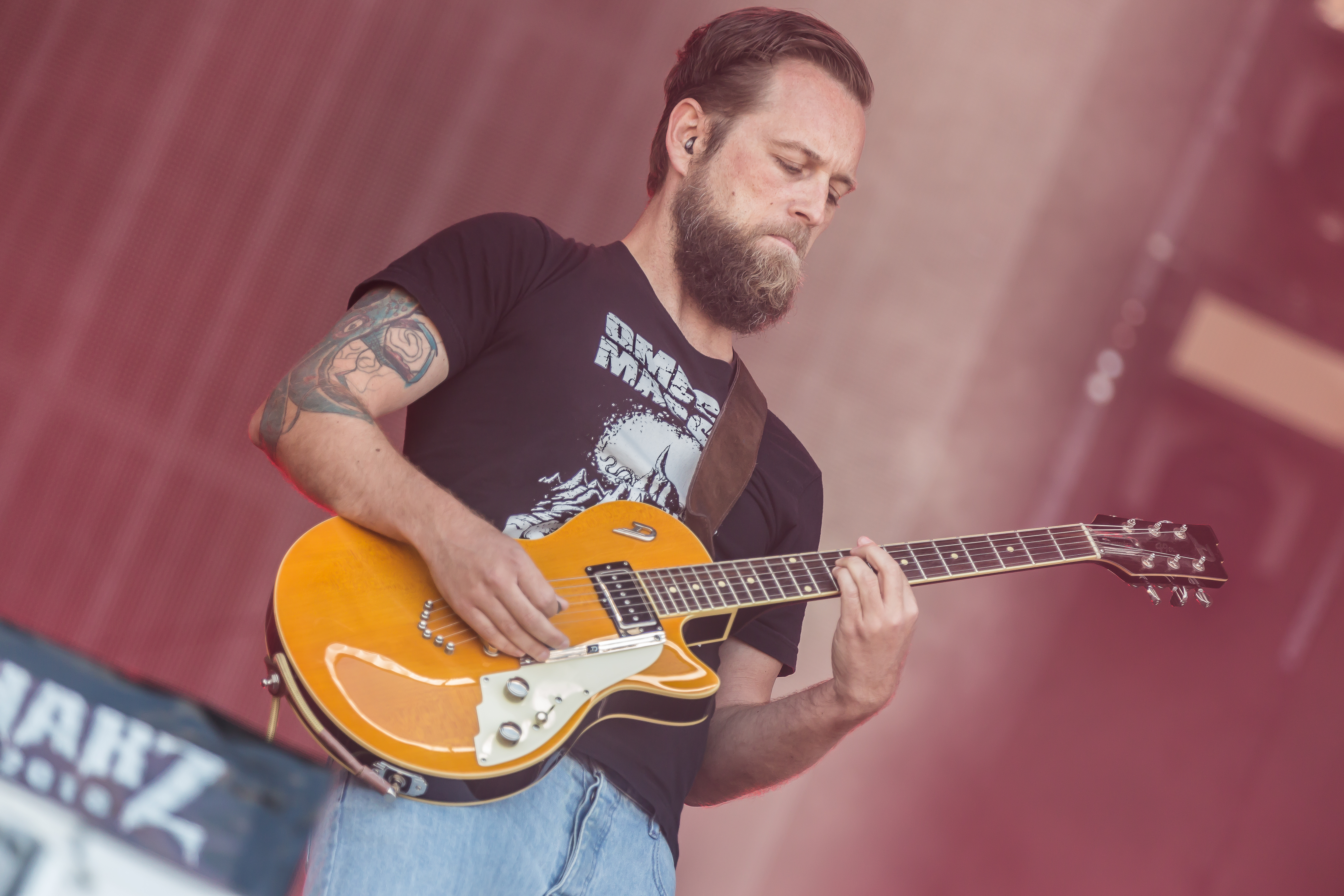
Guitarrista Christian R. Hector
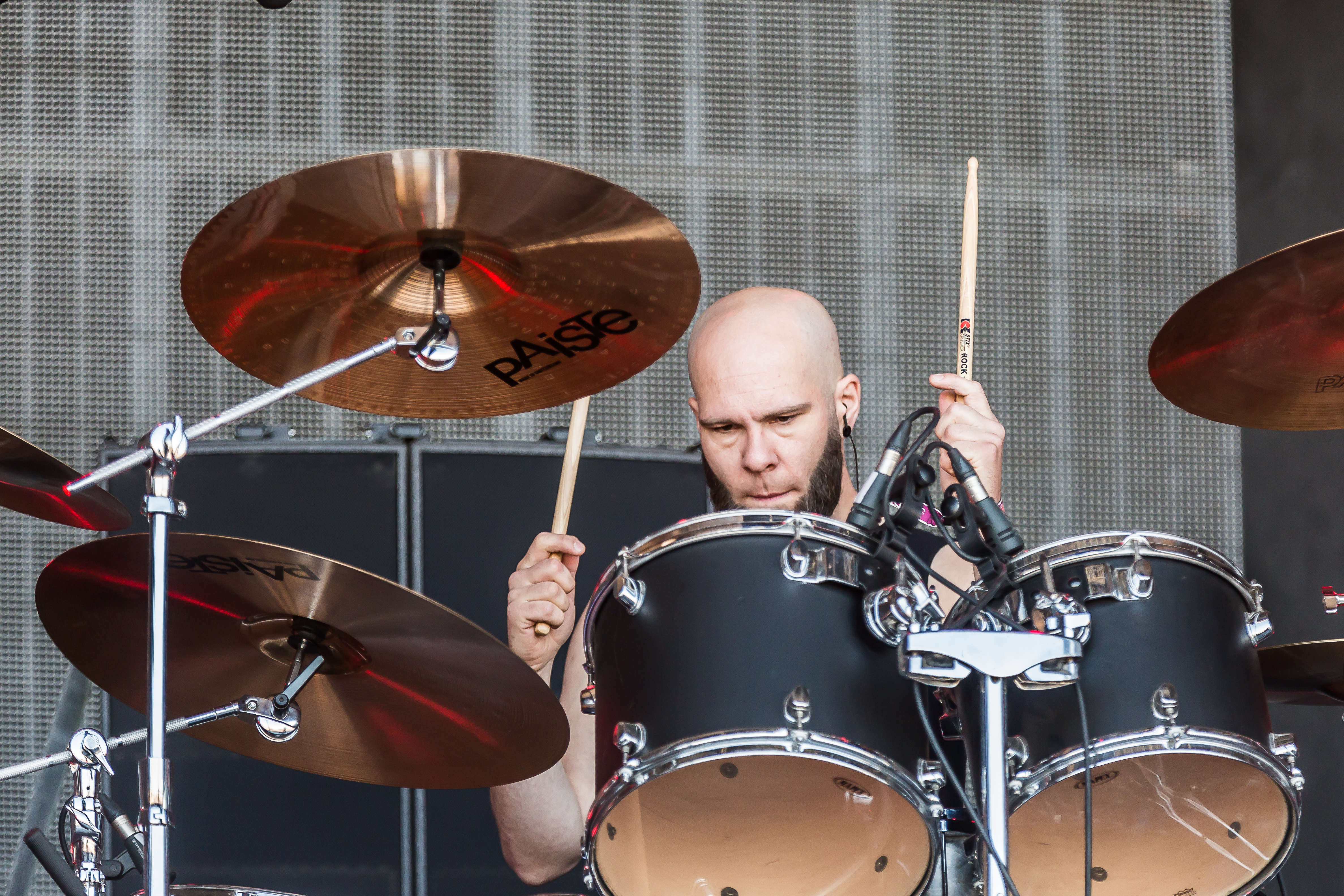
Baterista Cornelius Althammer
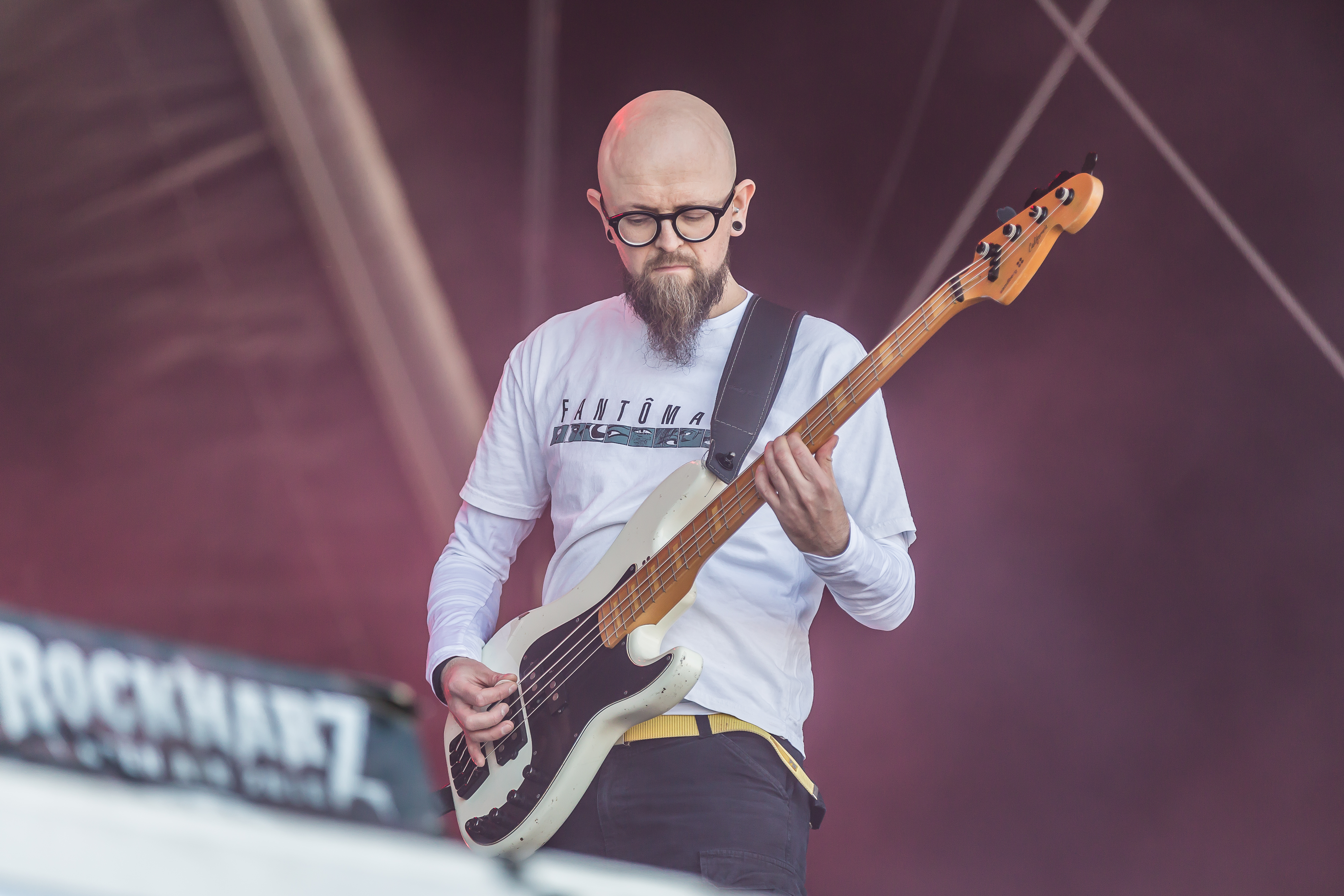
Baixista Stephan Wandernoth

### Membros antigos
- Stephan Adolph – baixo, guitarra, vocais (2004–2008)